# Nuage iridescent

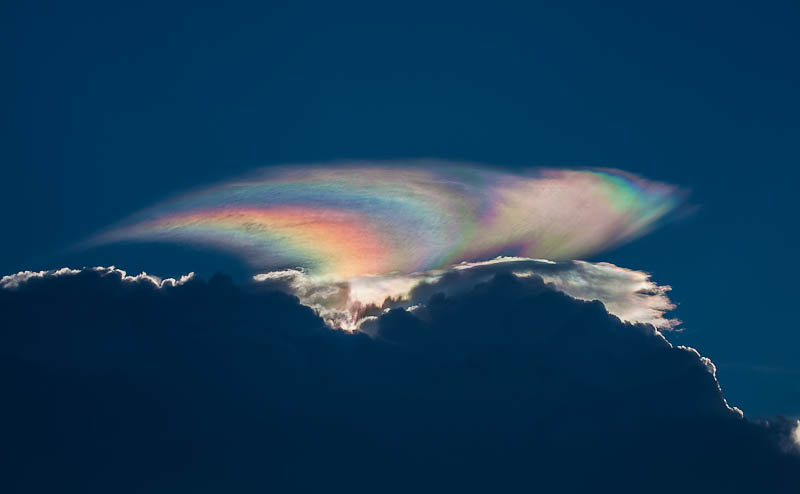
Cirrus iridescent

Un nuage iridescent, ou  nuage irisé, est un nuage peu épais dont l'écartement des gouttes ou de cristaux de glace provoque, par diffraction, une irisation de la lumière, donnant un aspect coloré au nuage, rappelant les caractéristiques d'un arc-en-ciel. Ce sont les cirrostratus, cirrocumulus ou altocumulus qui exhibent le plus souvent ces taches ou bords brillants, généralement rouges, verts ou roses, observés jusqu'à une distance d'environ 30 degrés de la direction du Soleil ou de la Lune.
Le nuage doit être optiquement très mince de telle façon que la lumière ne rencontre qu'une seule gouttelette ou cristal d'épaisseur. Lorsque les gouttes ou cristaux sont de dimensions similaires sur une grande étendue, l'irisation forme une couronne avec le Soleil ou la Lune au centre.
Ce phénomène est le plus souvent observable en altitude.

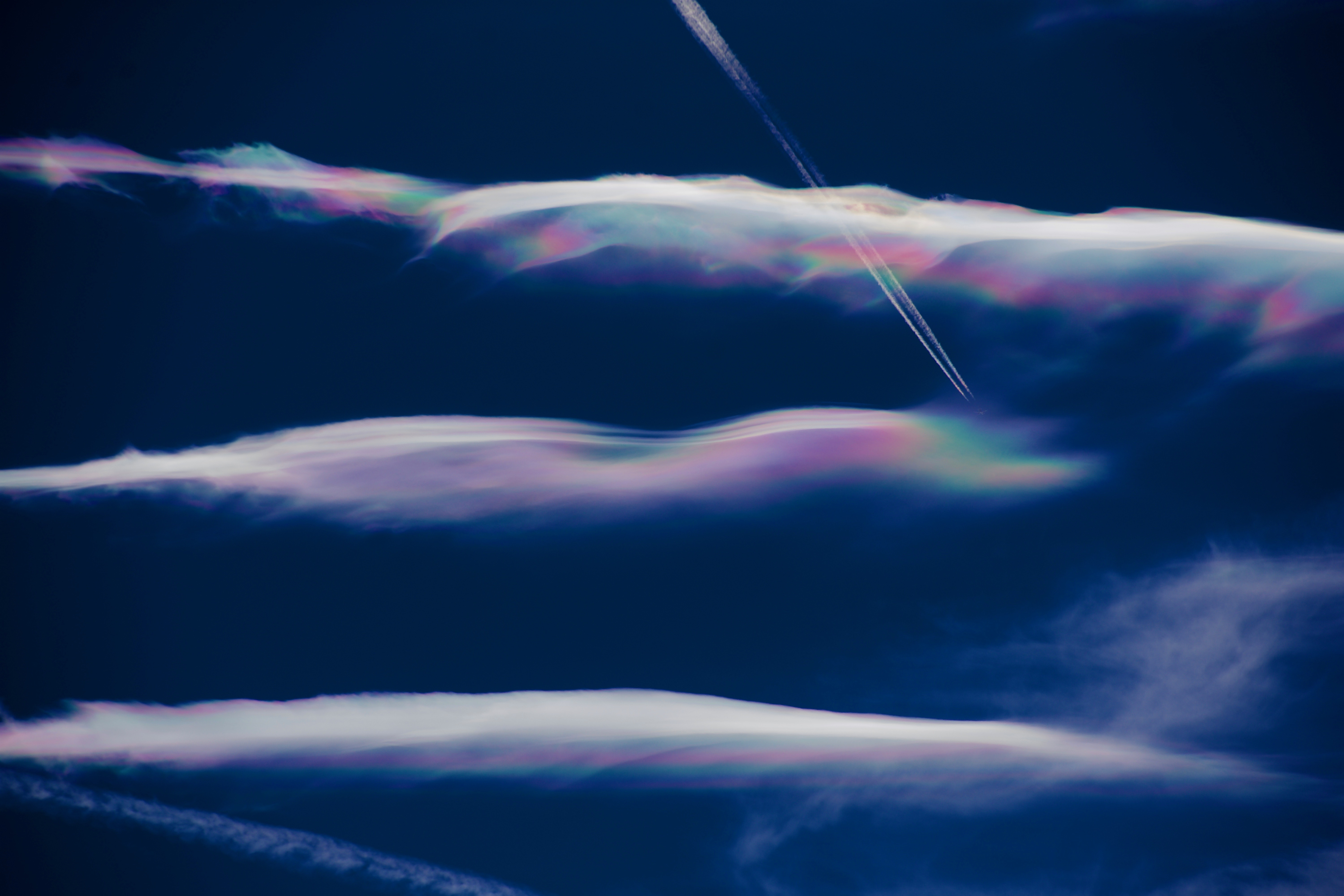
Cirrostratus Iridescent
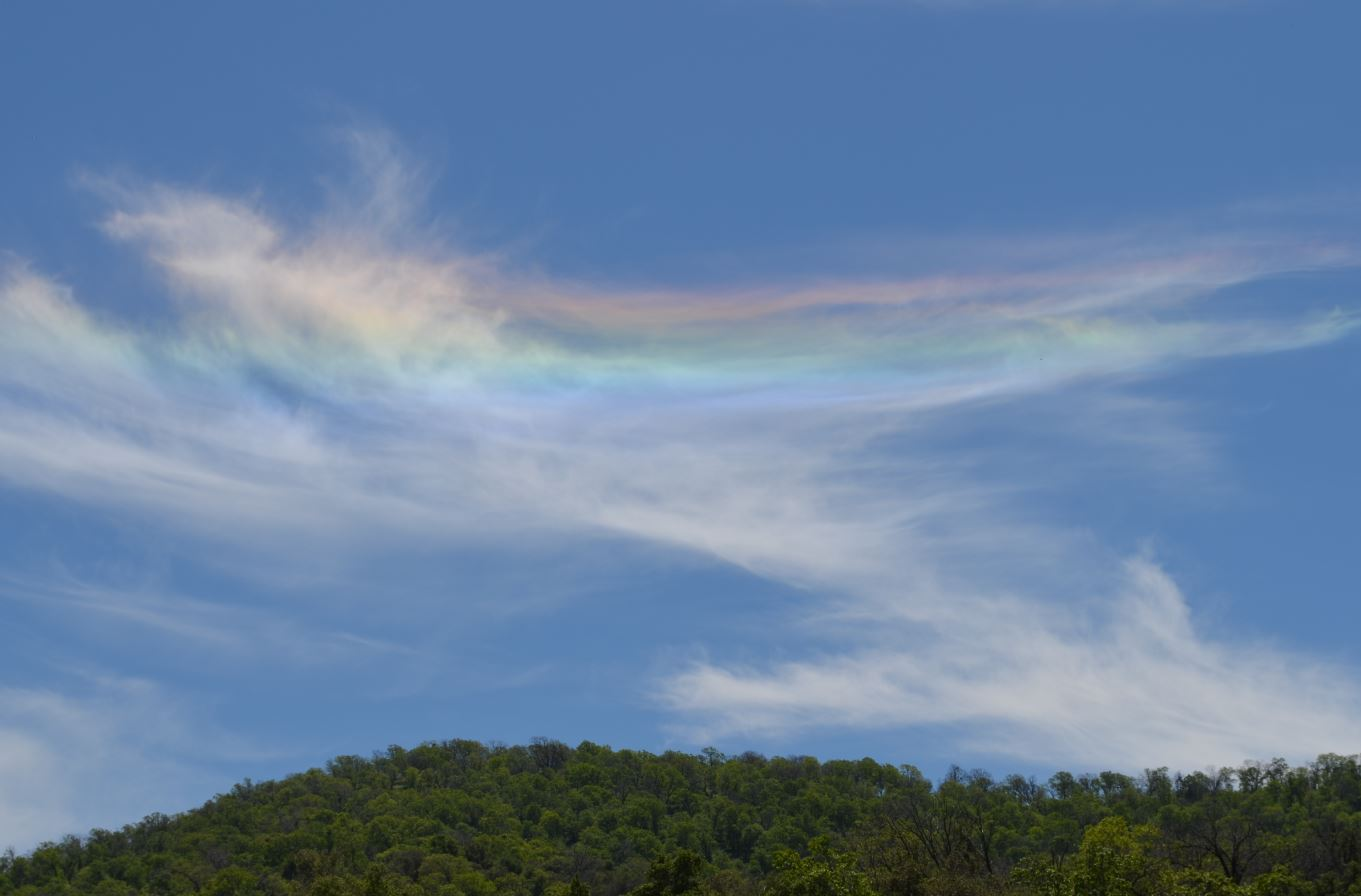
Cirrus Iridescent
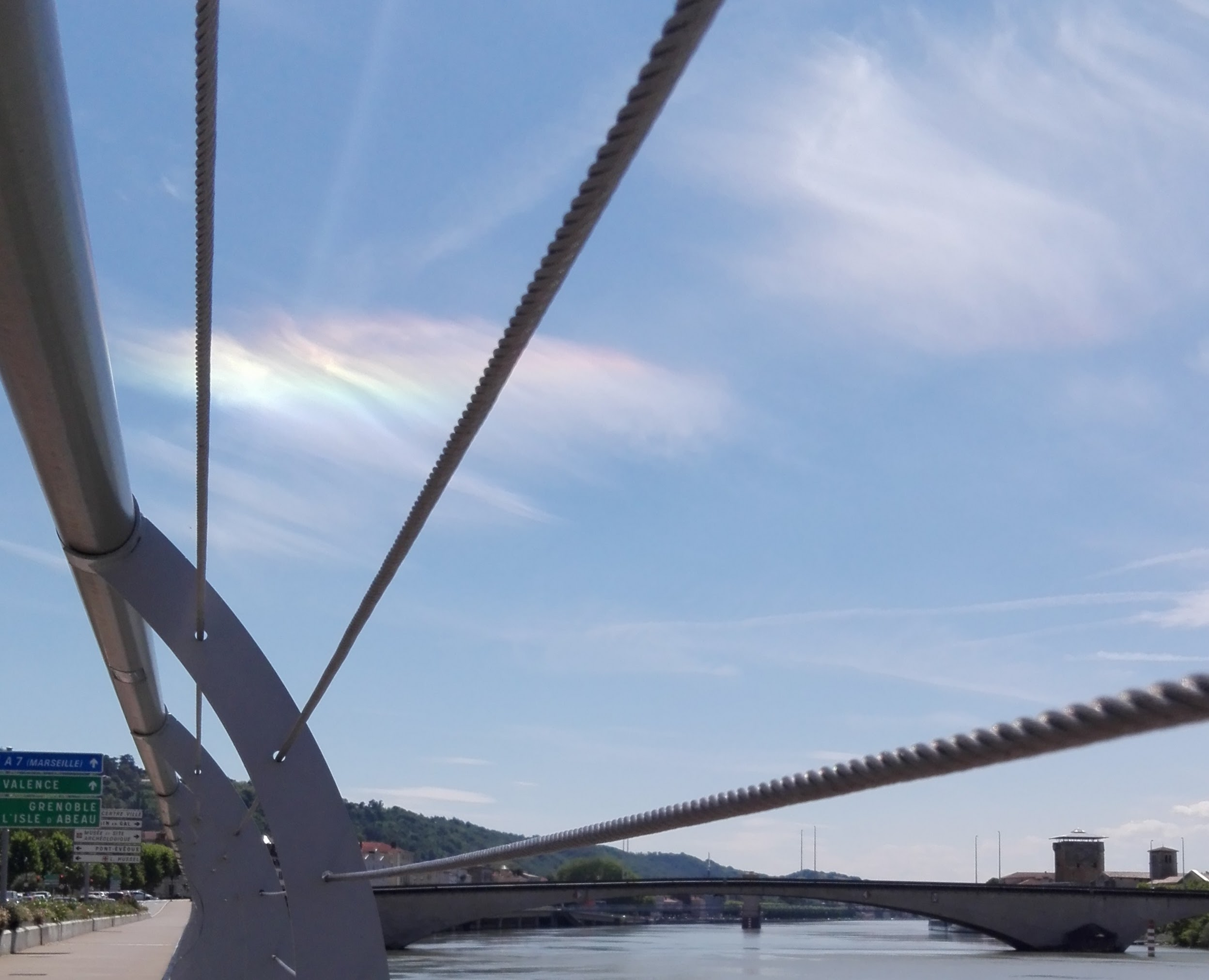
Rhône valley